# Bhumibol Adulyadej
Bhumibol Adulyadej (în thailandeză ภูมิพลอดุลยเดช; n. 5 decembrie 1927, Massachusetts, SUA – d. 13 octombrie 2016, Siri Rat⁠(d), Bangkok, Thailanda) a fost rege al Thailandei. Aclamat de public „cel Mare” (în thailandeză มหาราช, tradus Maharajahul), el este, de asemenea, cunoscut sub numele de Rama al IX-lea. Domnia lui a început la 9 iunie 1946 fiind monarhul cu domnia cea mai lungă din istoria Thailandei. Monarhul este atât de important pentru thailandezi încât boala sa a afectat piețele financiare.

## Primii ani
Bhumibol s-a născut la spitalul Mount Auburn din Cambridge, Statele Unite. Este fiul cel mic al Prințului Mahidol Adulyadej și a soției acestuia, care era o femeie de rând, Mom Sangwan (mai târziu Prințesa Srinagarindra). Pe certificatul american de naștere scrie "Baby Songkla", deoarece părinții săi au trebuit să se consulte cu unchiul său, regele Rama al VII-lea (Prajadhipok), pe atunci șef al Casei Chakri, pentru un nume de bun augur. Regele a ales numele Bhumibol Adulyadej, care înseamnă "putere incomparabilă" (din sanscrita भूमिबल अतुल्यतेज, bhūmibala atulyatēja). 
Bhumibol a venit în Thailanda în 1928, dupa ce prințul Mahidol a obținut un certificat în programul de sănătate publică la Universitatea Harvard. El a urmat pentru scurt timp școala Mater Dei din Bangkok, dar în 1933 mama sa a luat familia în Elveția, unde a continuat studiile la École Nouvelle de la Suisse Romande la Lausanne. În 1935, fratele său mai mare, Phra Ong Chao Ananda Mahidol, a devenit rege al Thailandei. Familia a venit în Thailanda în 1938 pentru încoronarea lui Ananda Mahidol, dar apoi s-a întors în Elveția. Bhumibol și-a luat baccalauréat des lettres la Lausanne, iar în 1945 a început studiul științei la Universitatea din Lausanne. Când s-a sfârșit Al Doilea Război Mondial familia s-a întors în Thailanda.

## Succesiunea și căsătoria
Bhumibol a urcat pe tron după moartea fratelui său, regele Ananda Mahidol, la 9 iunie 1946. Ananda Mahidol a murit în urma unei răni la cap de la o armă în timp ce era în dormitorul lui de la Palatul din Bangkok, în împrejurări care rămân misterioase până în ziua de azi.
Apoi, Bhumibol s-a întors în Elveția pentru a-și finaliza educația, iar unchiul său, Rangsit, Prinț de Chainat, a fost numit regent. 
La 4 octombrie 1948 în timp ce Bhumibol conducea un Fiat Topolino pe drumul Geneva-Lausanne, a intrat în coliziune cu un camion. În accident, și-a pierdut ochiul drept.
La 28 aprilie 1950, cu o săptămână înainte de încoronare, s-a căsătorit cu Sirikit Kitiyakara, fiica ambasadorului thailandez la Paris.
Bhumibol și Sirikit au avut patru copii:
- Prințesa Ubolratana Rajakanya (n. 5 aprilie 1951, Lausanne, Elveția); s-a căsătorit cu Peter Ladd Jensen (acum divorțată), și împreună au două fiice. Fiul ei autist, Bhumi Jensen, a fost ucis de tsunami-ul cauzat de Cutremurul din Oceanul Indian din 2004.[16]
- Regele Maha Vajiralongkorn (n. 28 iulie 1952); s-a căsătorit cu Mom Luang Soamsawali Kitiyakara (mai târziu a divorțat); împreună au o fiică. Apoi s-a recăsătorit cu Yuvadhida Polpraserth cu care are patru fii și o fiică. Al treilea mariaj a fost cu Srirasmi Suwadee, cu care are un fiu.
- Prințesa Maha Chakri Sirindhorn (n. 2 aprilie 1955); necăsătorită
- Prințesa Chulabhorn Walailak (n. 4 iulie 1957); s-a căsătorit cu Virayudh Tishyasarin, (acum divorțată); are două fiice.

## Decesul
După moartea sa pe 13 octombrie 2016 în Thailanda guvernul a decretat o perioadă de un an de doliu național. Guvernul thailandez a rugat populația ca în această perioadă de doliu să poarte haine negre, iar ca urmare, în următoarele zile magazinele din Thailanda au epuizat în timp record stocurile de haine negre.